# Diogo de Mendonça Corte-Real (pai)
Diogo de Mendonça Corte Real (Tavira, 17 de junho de 1658 – Lisboa, 9 de maio de 1736) foi um diplomata e estadista português, Secretário de Estado durante os reinados de D. Pedro II e D. João V.

## Biografia
Diogo de Mendonça Corte Real nasceu em 1658, na cidade de Tavira, filho de Diogo de Mendonça Corte Real e de Jerónima de Lacerda, ambos nobres com ligações de parentesco com as casas mais distintas de Portugal e de Espanha.
Corte Real manifesta elevado grau de inteligência logo no curso dos seus primeiros estudos. Matriculou-se, então, na Universidade de Coimbra, onde se doutorou com distinção em Cânones em 1686 e em Leis em 1687 tendo, pouco tempo depois, exercido o cargo de Corregedor da Comarca do Porto. Diogo de Mendonça Corte Real tornou-se, prontamente, muito estimado pela retidão demonstrada enquanto juiz e pela afabilidade do seu carácter. De tal maneira assim o foi que notícias da competência do magistrado chegou à corte e o rei, D. Pedro II, enviou-lhe, em Janeiro de 1691, uma ordem para deixar a magistratura, embarcando sem demora para a Holanda como seu enviado extraordinário para contestar os constantes ataques da armada deste país contra os navios portugueses.

### Diplomata
A 3 de Março desse mesmo ano, Corte Real seguiu para a Holanda por mar, numa viagem que se adivinhou tempestuosa, tendo a embarcação naufragado ao largo da costa da Inglaterra: a 14 de Abril o navio encalhou num banco de areia, sendo o perigo iminente. A confusão a bordo era geral, chegando a desanimar o capitão e a tripulação, mas Corte Real conservou o sangue-frio e deu ânimo aos oficiais para lançar as lanchas, cortaram-se os mastros e içar a carga ao mar. Corte Real, a sua família e o capitão embarcaram numa das lanchas; a tripulação embarcou na outra. O navio afundou-se e as duas lanchas pairaram à deriva uma noite. Ao amanhecer avistaram terra e desembarcaram numa praia na Inglaterra. Corte Real seguiu para Londres, onde embarcou com destino a Haia, corte dos estados gerais da Holanda, dando ali a sua entrada pública adequada à dignidade da missão que representava.
Diogo de Mendonça Corte Real tratou com eficiência as dificuldades que se erguiam entre Portugal e a Holanda. Após uma série de conferências sobre o assunto a tratar, a 22 de Maio de 1692, o diplomata conseguiu o que desejava, tendo-se assinado um tratado que resolvia todas as dissidências nessa mesma data. Os estados gerais da Holanda responsabilizaram-se pelo pagamento de oitenta mil patacas como indemnização pelos ataques aos navios portugueses.
O êxito da sua missão trouxe-lhe louvor por parte do soberano português que, determinando expedir um enviado extraordinário à corte de Espanha, o nomeou para tal em 1693. Corte Real manteve-se na corte espanhola até 1703, ano em que regressou a Portugal por se ter iniciado a Guerra da Sucessão Espanhola em virtude da morte do rei D. Carlos II.
A 2 de Abril de 1701, D. Pedro II nomeou-o Secretário Real das Mercês e do Expediente. Quando Portugal entrou na Guerra da Sucessão Espanhola, teve a seu cargo, por mandato de D. Pedro II, a administração das operações armadas. Viria a participar também nas negociações conducentes à assinatura do Tratado de Utreque, que poria fim àquele conflito.

### Secretário de Estado
D. Pedro II faleceu a 9 de Dezembro de 1706, tendo subindo ao trono D. João V que nomeou Diogo de Mendonça Corte Real para o cargo de seu Secretário de Estado a 27 de abril de 1707. As obrigações do ministério que servia Corte Real abrangiam então a secretaria de estado com todas as correspondências e trabalhos diplomáticos, a secretaria das mercês, do expediente e da assinatura, acrescentando ainda os negócios da mordomia-mor, e o despacho dos cargos de monteiro-mor e provedor das obras do paço, com outros empregos menores, que também expedia ao mesmo tempo. Corte-Real teve ainda a seu cargo os contratos de casamento entre o príncipe do Brasil D. José, e a infanta de Espanha D. Mariana Vitória de Bourbon, e entre o príncipe das Astúrias, D. Fernando, e a infanta D. Maria Bárbara, correndo com as instruções e assistindo às conferencias em Lisboa, empregando sempre a maior diligencia e habilidade.
Corte Real casou em outubro de 1718 com D. Teresa de Bourbon, que era viúva de Álvaro da Silveira e Albuquerque, coronel do regimento de Cascais e governador da província do Rio de Janeiro. A sua primeira filha, D. Joaquina de Bourbon, foi batizada pelo próprio cardeal patriarca D. Tomás de Almeida, e o seu primeiro filho, João Pedro de Mendonça Corte Real, teve por padrinho D. João V. O faustoso monarca concedeu muitas honras ao afilhado e a seu pai.
O diplomata manteve-se no ministério até à data da sua morte repentina, a 9 de Maio de 1736. Encontrava-se passeando na sua quinta em Benfica, quando foi assolado por uma dor aguda e penetrante, falecendo dentro de poucas horas. O seu cadáver foi depositado na Igreja de Nossa Senhora do Amparo, onde tiveram lugar as suas cerimónias fúnebres.